# Oxapampa (provincie)
Oxapampa is een Peruaanse provincie. Samen met twee andere provincies vormt Oxapampa de regio Pasco. De provincie is de grootste van de drie provincies in de regio, heeft een oppervlakte van 18.674 km² en heeft 93.201 inwoners (2015). De hoofdplaats van de provincie is het district Oxapampa.
De provincie grenst in het noorden aan de regio Huánuco, in het oosten aan de regio Ucayali, in het zuiden aan de regio Junín en in het westen aan de provincie Pasco.

## Bestuurlijke indeling
De provincie Oxapampa is opgedeeld in acht districten, UBIGEO tussen haakjes:
- (190302) Chontabamba
- (190308) Constitución
- (190303) Huancabamba
- (190301) Oxapampa, hoofdplaats van de provincie
- (190304) Palcazu
- (190305) Pozuzo
- (190306) Puerto Bermúdez
- (190307) Villa Rica

Daniel Alcides Carrión · Oxapampa · Pasco